# Sionbrug

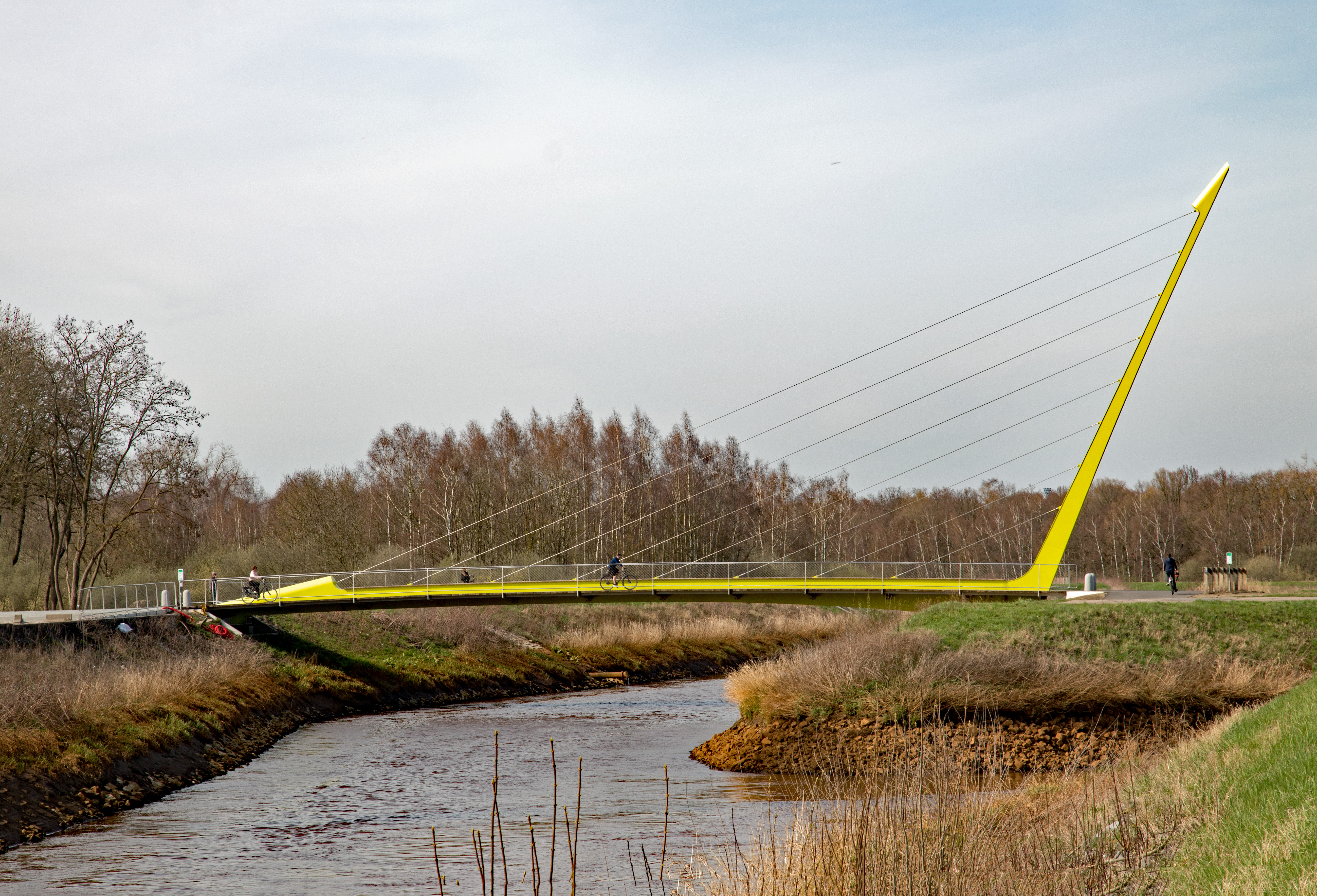
De Sionbrug in Lier

De Sionbrug is een fiets- en voetgangersbrug over de Kleine Nete in de Belgische stad Lier. Ze verbindt de Sionsite met het natuurgebied Nazareth.
Deze veertig meter lange tuibrug is ontworpen door Ney & Partners.
De bouw van de stalen tuibrug startte na twee jaar voorstudie in begin 2017 en kostte ongeveer 900.000 euro. In januari 2018 werd ze ingehuldigd. De brug heeft een breedte van 5,4 meter. Op de scheiding tussen voet- en fietspad zijn zitbankjes geplaatst om van het uitzicht te genieten,